# Casey Stoner
Casey Joel Stoner (Kurri Kurri, 16 de outubro de 1985) é um ex-piloto de motociclismo australiano, sagrado campeão mundial de 2007. Sucedeu ao americano Nicky Hayden e deu à Ducati o seu primeiro título mundial depois que a marca retornou à categoria mais elitizada do motociclismo mundial. Em 2007, competia com uma moto da Ducati Marlboro Team..

## Biografia
Sua primeira competição aconteceu quando ele tinha quatro anos de idade, numa corrida para crianças de até nove anos no circuito Hatcher's de motocross em Gold Coast, na Austrália. Entre o rápido começo de sua carreira aos nove anos e os 14 anos, o jovem Casey Stoner ganhou 41 corridas de cross e asfalto e 70 corridas estaduais. Um dos fatos que demonstram sua paixão e necessidade pela corrida aconteceu aos doze anos. Durante um final de semana ele correu sete vezes em cinco categorias diferentes. Um final de semana consistindo em 35 corridas diferentes… Ele não somente competiu em todas essas categorias de diferentes cilindradas como ganhou 32 das 35 provas disputadas. Havia cinco títulos australianos sendo disputados nesse final de semana. Casey Stoner ganhou os cinco.
A idade legal para entrar em provas de corrida na Austrália é de 16 anos. Com 14 anos, Casey Stoner e seus pais concordaram que ele estava pronto para subir a categorias mais altas e correr de forma competitiva. Então, juntamente com seus pais, mudou-se para a Inglaterra - fizeram isso porque a idade legal para correr no país é de 14 anos.
De 2000 a 2002 ele competiu no campeonato nacional das 125cc na Inglaterra e na Espanha, vencendo o Campeonato Inglês da Aprilia em 2000 na categoria 125cc, antes de migrar totalmente para o Campeonato Mundial de 250cc em 2002. Sua temporada com a Aprilia, tendo Lucio Cecchinello como manager, foi turbulenta, sem nenhum pódio em 15 corridas.
Em julho de 2015, regressou às pistas no Japão nas 8 Horas de Suzuka. Stoner competiu pela equipa Musashi Honda e liderava a prova quando perdeu o controlo da sua moto chocando contra as proteções, dando várias cambalhotas resultando numa perna e uma omoplata partida.

## Vida pessoal
Casamento: Stoner conheceu Adriana Tuchyna em Adelaide quando ela o abordou em Phillip Island em 2003 e pediu um autógrafo. A relação entre os dois começou em 2005 quando ela tinha 16 anos, ambos se casaram em 2007 e tiveram uma filha em 2012, curiosamente a filha nasceu no mesmo dia do aniversário de seu maior rival, Valentino Rossi.
Imprensa: Casey Stoner se tornou conhecido pelo rancor que sente pela imprensa e por boa parte dos fãs da MotoGP, principalmente dos fãs de Valentino Rossi, onde em uma ocasião, Stoner levou uma cusparada de um fã com um boné VR46.
Críticas e Controvérsias: Stoner é conhecido como um piloto que facilmente se irrita quando criticado e responde a altura, isso teve inicio logo em seu segundo ano na MotoGP, ano em que passou a ter evidencia no mundial. Em 2007 Stoner foi duramente criticado pela imprensa após um inicio de temporada arrasador, segunda a mídia da época o sucesso de Stoner se dava apenas ao motor de sua Ducati e aos pneus Bridgestone e não ao seu talento como piloto (vale ressaltar que desde que entrou na Ducati, Stoner sempre teve mais sucesso do que qualquer companheiro de equipe, isso ficou evidente em 2008 quando Stoner terminou a temporada em segundo lugar, bem a frente de seu companheiro de equipe que terminou o campeonato na décima sétima posição). No ano seguinte Stoner estava recebendo duras críticas de uma organização de saúde na Austrália em torno da equipe Ducati que preferiam trabalhar com fabricante de cigarros (Marlboro). A organização de saúde, disse que Stoner é um atleta e não-fumantes e escolheu o movimento errado, unindo se a uma equipe que promove produtos de tabaco em uma competição esportiva. Em 2011 conquistou seu segundo titulo na MotoGP dominando todo o campeonato do inicio ao fim.
Valentino Rossi: Stoner e Rossi travaram inúmeras vezes duelos muito disputados dentro da pista, muitas vezes sendo decidido na última curva da última volta. Stoner sempre ressaltou o modo agressivo que Rossi usava dentro das pistas, mas foi em 2008, no GP de Lacuna Seca, que os dois pilotos protagonizaram umas das batalhas mais lembrados por fãs de motovelocidade em todos os tempos, com diversas ultrapassagem entre eles, ambos os pilotos abriram um domínio fora de série em relação aos demais pilotos (Mais de 1 segundo por volta em todas as voltas) e travaram uma corrida paralela entre eles, praticamente 95% da corrida se passou mostrando apenas a moto do australiano e do italiano, que travaram uma disputa acirrada na qual valentino na ancia de ultrapassar stoner saiu da pista na famosa curva saca rolhas e protagonizou uma cena antológica na motogp, os dois estiveram juntos desde o inicio da corrida até que faltando poucas voltas, Rossi faz uma manobra ousada e freia de forma inusitada antes do normal, sabendo que stoner estava logo atrás isso o obrigaria a fazer o mesmo para tentar desviar, com a manobra stoner foi parar fora da pista e caiu com a moto, mas a vantagem do piloto em relação ao terceiro colocado já era imensa, Stoner consegue se levantar e colocar a moto novamente na corrida ainda com grande vantagem para o terceiro colocado. Depois dessa stoner nunca mais foi o mesmo em relação a Valentino Rossi, agora rossi não era mais um ídolo aos olhos de stoner, mas sim um rival e desafeto, as desavenças de ambos se seguiram nos anos seguintes e duram até hoje, mesmo após a aposentadoria precoce de Casey Stoner no final de 2012.

## Carreira

### 125cc
Em 2003, Stoner começou na categoria 125cc do Mundial de Motociclismo. Nesta categoria, trabalhando novamente com Cecchinello e a Aprilia, conseguiu um considerável sucesso, ganhando sua primeira corrida e tendo três 2º lugares, terminando a temporada em 8º.
Em 2004 Stoner entrou para a equipe Red Bull KTM de fábrica na categoria 125cc num contínuo aprimoramento, ganhando outra corrida, dois 2º lugares, três 3º e terminando a temporada em 5º no geral.

### 250cc
Em 2005 voltou para a categoria das 250cc, agora no campeonato mundial, correndo novamente com a Aprilia e Lucio Cecchinnello. Com uma moto de fábrica da Aprilia, Stoner surge como um sério adversário para o então líder do campeonato Dani Pedrosa; um adversário que só deixou de preocupar ao líder por causa de um acidente no grande prêmio de seu país, em Phillip Island, permitindo a Pedrosa estabelecer uma insuperável liderança nos pontos. Stoner ainda conseguiu um honroso segundo lugar nos pontos do campeonato, com impressionantes cinco corridas ganhas nessa temporada.

### MotoGP
Houve rumores de que Stoner estaria considerando uma posição com a Yamaha, mas eventualmente resolvido numa aliança, mais uma vez, com seu manager Lucio Cecchinello na Honda LCR em uma nova equipe de uma moto para a temporada de 2006. Conseguiu uma pole já na segunda corrida, mas acabou acidentando-se diversas vezes. Terminou sua temporada de estréia na 8ª posição e seu melhor resultado nesta temporada foi no GP da Turquia, quando foi ultrapassado na última curva por Marco Melandri. Na temporada seguinte entrou para a equipe Ducati como segundo piloto, no entanto logo na primeiro prova fez uma corrida arrasadora e muito disputada contra Valentino Rossi e Dani Pedrosa, sagrou-se campeão em 2007, no ano seguinte a ducati não apresenta novas evoluções e em 2009 e principalmente em 2010 a moto perde competitividade ficando muito atrás das concorrentes Honda e Yamaha, mesmo assim Stoner consegue alguns resultados expressivos como se tornar invicto em vitórias em seu pais de origem (Austrália). Com suas habilidades reconhecidas no ano de 2011 ele é contratado pela equipe Honda e se torna mais uma vez campeão mundial naquele ano. Em 2012 a moto apresentava falhas no inicio da temporada que a tornava inferior a principal concorrente Yamaha, no entanto, compensando com talento Stoner começa a mostrar resultados até que por infelicidade se acidenta em um treino qualificatório nos EUA e é obrigado a fazer uma cirurgia que o obriga a ficar algumas corridas fora para recuperação, abandonando a possibilidade de reter o titulo mundial mais uma vez, na parte final do campeonato Stoner mesmo estando em processo de recuperação decide correr as últimas etapas antes do fim do campeonato, venceu a etapa australiana, e anúnciou sua aposentadoria da motovelocidade. Na premiação dos melhores pilotos do ano Casey Stoner foi homenageado e sagrado lenda da motovelocidade mundial, uma honraria para poucos. No auge de sua carreira Stoner deixa a motovelocidade como lenda, seu relacionamento dentro da honda foi tão intenso que antes de deixar o mundial a equipe ainda lhe ofereceu o maior salário da história da da marca japonesa para que stoner reconsiderasse sua decisão, um feito que não havia sido cogitado nem mesmo nos tempos áureos de Valentino rossi na honda, se Stoner aceitasse seria o mais bem pago da história da empresa Honda no mundo

## Ducati

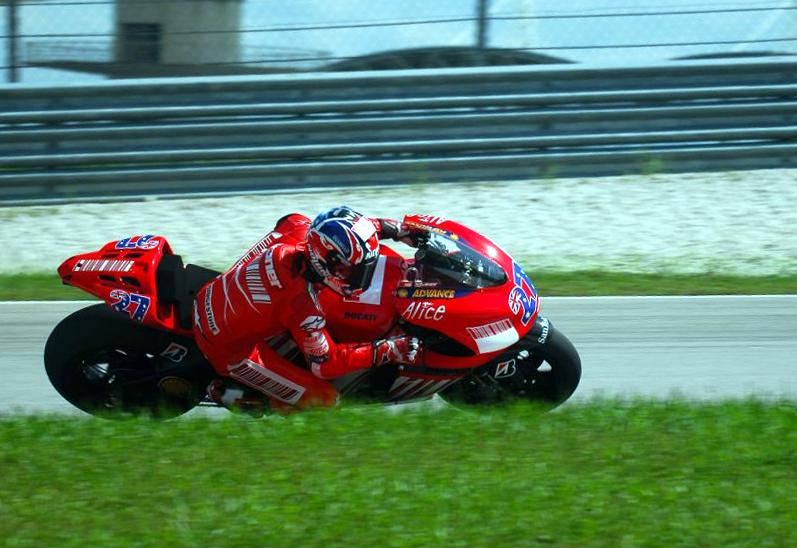
Stoner na Ducati em 2007.

A partir de 2007 Stoner foi piloto da equipe de fábrica da Ducati, onde teve como compenheiros de equipe Loris Capirossi e posteriormente Marco Melandri. Em sua temporada de estréia sagrou-se campeão mundial, dando a Ducati seu primeiro e até hoje único titulo mundial. Se consolidou como prodígio, sua marca registrada se tornou a pilotagem agressiva, esterçando a roda dianteira nas acelerações e fazendo a moto tremer pelo excesso de velocidade nas mudanças de trajetória antes das inclinações de curvas, seu estilo diferenciado de pilotagem sempre extraiu tudo o que a moto podia oferecer, ou ele andava tudo o que podia, ou caia na tentativa. Casey Stoner foi o piloto mais bem sucedido da Ducati em todos os tempos, porém o reconhecimento veio tarde, a partir de 2011 quando stoner se retirou da equipe Ducati a montadora italiano nunca mais teve sucesso, acumulou fracassos e não venceu nenhuma corridas nos anos seguintes, em 2013 já com Stoner aposentado a fabricante italiano com o apoio da Audi ofereceu um enorme salário milionário para que stoner repensasse sua aposentadoria e voltasse a pilotar uma Ducati no ano de 2014, mas essa proposta foi recusada, a marca italiana ainda insistiria muitas outras vezes mas obtiveram a mesma resposta.

## Honda
Em 2011 foi contratado pela equipe oficial Honda Repsol Team, o interesse da equie foi tamanho que mesmo já possuindo uma dupla de pilotos sendo eles "Andrea Doviziozo" e "Dani Pedrosa", resolveram ainda assim contratar Stoner por achá-lo um piloto do mais alto nível na categoria, Stoner fez sua estréia com vitória e posteriormente ganhou o título da temporada de 2011. Em 17 de maio de 2012 anuncia que se aposentará ao termino do ano, seu relacionamento com O Vice-Presidente do HRC Shuhei Nakamoto chefe da equipe foi intenso, ambos desenvolveram uma amizade que ultrapassou o relacionamento, patrão e empregado, segundo o próprio Nakamoto na festa de despedida do piloto, o dirigente  japonês de 55 anos chegou as lágrimas, como ele admite: “Depois da festa, conversamos um pouco. Eu literalmente chorei, porque para mim o pensamento de sua partida era triste demais", Nakamoto ainda complementou "Com nenhum outro piloto eu tive uma colaboração desse nível e tão divertida. Eu disse a ele que se ele decidir fazer um retorno, nós iremos  recebê-lo de braços abertos. Ele nos encantou  desde o primeiro dia". Dias depois Shuhei Nakamoto, confirmou que a equipe nipônica ofereceu ao piloto o maior salario de sua história, a oferta era superior a US$ 15 milhões (cerca de R$ 30,4 milhões)"Se Casey tivesse aceitado a nossa proposta recorde, facilmente seria o funcionário mais bem pago da história da Honda", disse Nakamoto. "Honda ofereceu ao Casey mais do que jamais pagamos para qualquer um dos nossos pilotos na F1, incluindo Jenson Button"

## Estatísticas da Carreira

### Por Temporada
| Temp  | Cat    | Moto          | Corr. | Vit. | Pod. | Poles | V. Rap. | Pts. | Coloca. | Campeão |
| ----- | ------ | ------------- | ----- | ---- | ---- | ----- | ------- | ---- | ------- | ------- |
| 2001  | 125cc  | Honda RS125R  | 2     | 0    | 0    | 0     | 0       | 4    | 29º     | -       |
| 2002  | 250cc  | Aprilia RS250 | 15    | 0    | 0    | 0     | 0       | 68   | 12º     | -       |
| 2003  | 125cc  | Aprilia RS125 | 14    | 1    | 4    | 1     | 2       | 125  | 8º      | -       |
| 2004  | 125cc  | KTM 125 FPR   | 14    | 1    | 6    | 1     | 1       | 145  | 5º      | -       |
| 2005  | 250cc  | Aprilia RS250 | 16    | 5    | 10   | 2     | 1       | 254  | 2º      | -       |
| 2006  | MotoGP | Honda LCR     | 16    | 0    | 1    | 1     | 0       | 119  | 8º      | -       |
| 2007  | MotoGP | Ducati GP7    | 18    | 10   | 14   | 5     | 6       | 367  | 1º      | 1       |
| 2008  | MotoGP | Ducati GP8    | 18    | 6    | 10   | 9     | 9       | 280  | 2º      | -       |
| Total |        |               | 113   | 23   | 45   | 19    | 19      | 1362 |         | 1       |

### Por Categoria
| Cat.   | Temp.           | 1º GP           | 1º Pod        | 1ª Vit.       | Corr. | Vit. | Pódios | Poles | V. Rap. | Pts. | Campeão |
| ------ | --------------- | --------------- | ------------- | ------------- | ----- | ---- | ------ | ----- | ------- | ---- | ------- |
| 125cc  | 2001, 2003-2004 | Inglaterra 2001 | Alemanha 2003 | Valência 2003 | 30    | 2    | 10     | 2     | 3       | 274  | 0       |
| 250cc  | 2002, 2005      | Japão 2002      | Portugal 2005 | Portugal 2005 | 31    | 5    | 10     | 2     | 1       | 322  | 0       |
| MotoGP | 2006-2007       | Espanha 2006    | Turquía 2006  | Qatar 2007    | 34    | 11   | 15     | 6     | 6       | 486  | 1       |
| Total  | 2001-2007       |                 |               |               | 95    | 17   | 35     | 10    | 10      | 1082 | 1       |

### Corridas por Ano
| Ano  | Cat.   | Time    | 1         | 2         | 3     | 4         | 5      | 6         | 7         | 8      | 9         | 10        | 11        | 12        | 13        | 14        | 15        | 16        | 17        | 18    |
| ---- | ------ | ------- | --------- | --------- | ----- | --------- | ------ | --------- | --------- | ------ | --------- | --------- | --------- | --------- | --------- | --------- | --------- | --------- | --------- | ----- |
| 2001 | 125 cc | Honda   | JPN       | SAF       | SPA   | FRA       | ITA    | CAT       | NED       | GBR 17 | GER       | CZE       | POR       | VAL       | PAC       | AUS 12    | MAL       | BRA       |           |       |
| 2002 | 250 cc | Aprilia | JPN Aband | SAF Aband | SPA 6 | FRA Aband | ITA    | CAT 6     | NED 8     | GBR 11 | GER Aband | CZE 5     | POR Aband | BRA 6     | PAC 17    | MAL 11    | AUS 10    | VAL 13    |           |       |
| 2003 | 125 cc | Aprilia | JPN Aband | SAF 10    | SPA 6 | FRA 4     | ITA 18 | CAT Aband | NED Aband | GBR 5  | GER 2     | CZE]]     | POR]]     | BRA 2     | PAC 2     | MAL Aband | AUS Aband | VAL 1     |           |       |
| 2004 | 125 cc | KTM     | SAF 3     | SPA 5     | FRA 8 | ITA 2     | CAT 4  | NED 3     | BRA 2     | GER    | GBR       | CZE Aband | POR Aband | JPN Aband | QAT Aband | MAL 1     | AUS 3     | VAL Aband |           |       |
| 2005 | 250 cc | Aprilia | SPA Aband | POR 1     | CHN 1 | FRA 4     | ITA 4  | CAT 2     | NED 6     | GBR 3  | GER 7     | CZE 3     | JPN 3     | MAL 1     | QAT 1     | AUS Aband | TUR 1     | VAL 3     |           |       |
| 2006 | MotoGP | Honda   | SPA 6     | QAT 5     | TUR 2 | CHN 5     | FRA 4  | ITA Aband | CAT Aband | NED 4  | GBR 4     | GER       | USA Aband | CZE 6     | MAL 8     | AUS 6     | JPN Aband | POR Aband | VAL Aband |       |
| 2007 | MotoGP | Ducati  | QAT 1     | SPA 5     | TUR 1 | CHN 1     | FRA 3  | ITA 4     | CAT 1     | GBR 1  | NED 2     | GER 5     | USA 1     | CZE 1     | SMR 1     | POR 3     | JPN 6     | AUS 1     | MAL 1     | VAL 2 |
| 2011 | MotoGP | Honda   | QAT 1     | SPAAband  | POR3  | FRA 1     | CAT 1  | GBR 1     | NED 2     | ITA 3  | GER 3     | USA 1     | CZE 1     | IND 1     | RSM 3     | ARA 1     | JPN 3     | AUS 1     | MAL Aband | VAL 1 |